# Fuente de Cantos
Fuente de Cantos è un comune spagnolo di 5 057 abitanti situato nella comunità autonoma dell'Estremadura.